# Mury miejskie w Bolkowie
Mury miejskie w Bolkowie – ciąg murów obronnych z kamieniawokół starego miasta, wzniesionych prawdopodobnie w XIV w. i połączonych z fortyfikacjami zamkowymi w Bolkowie. Rozdzielały je dwie bramy: górna (Kościelna - obecnie wylot ul. Rycerskiej) i dolna (Jaworska - na skrzyżowaniu obecnej ul. Jaworskiej z Młynarską) oraz dwanaście łupinowych baszt, od wschodu zaś wzmacniała fosa z wodą. W XV w. zbudowano przedbramia w celu wzmocnienia bram miejskich. W 1812 r. rozpoczęto likwidację murów, znosząc bramy i rozbierając górne partie muru. Dalsza degradacja murów skłoniła władze miejską w roku 1855 do podjęcia decyzji o rozbiórce murów. Zachowały się we fragmentach na obwodzie średniowiecznego miasta.